# (835) Olivia
Pour les articles homonymes, voir Olivia.
(835) Olivia est un astéroïde de la ceinture principale découvert le 23 septembre 1916 par l'astronome allemand Max Wolf.
Sa désignation provisoire était 1916 AE.